# Strażnica WOP Lipsk
Strażnica Wojsk Ochrony Pogranicza Lipsk – zlikwidowany podstawowy pododdział graniczny Wojsk Ochrony Pogranicza pełniący służbę graniczną na granicy polsko-radzieckiej.
Strażnica Straży Granicznej w Lipsku – zlikwidowana graniczna jednostka organizacyjna Straży Granicznej realizująca zadania bezpośrednio w ochronie granicy państwowej z Republiką Białorusi.

## Formowanie i zmiany organizacyjne
Strażnicę WOP Lipsk zorganizowano w 1970 na bazie Placówki WOP Bobra Wielka w strukturach 22 Oddziału WOP.
W 1976 odtwarzano brygady na granicy ze Związkiem Radzieckim. Na bazie 22 Oddziału WOP sformowano Podlasko-Mazurską Brygadę WOP i w jej struktury weszła Strażnica WOP Lipsk.
Strażnica WOP Lipsk do 15 maja 1991 była w strukturach Podlasko-Mazurskiej Brygady WOP w Białymstoku.
Straż Graniczna:
15 maja 1991 po rozwiązaniu Wojsk Ochrony Pogranicza, 16 maja 1991 strażnica w Lipsku weszła w podporządkowanie Podlaskiego Oddziału Straży Granicznej i przyjęła nazwę Strażnica Straży Granicznej w Lipsku.
W 1995 na stan etatowy 25 funkcjonariuszy SG, stan ewidencyjny wynosił 14 osób.
W 2002 strażnica miała status strażnicy SG I kategorii.
Jako Strażnica SG w Lipsku funkcjonowała do 23 sierpnia 2005 i 24 sierpnia 2005, Ustawą z 22 kwietnia 2005 O zmianie ustawy o Straży Granicznej... została przekształcona na Placówkę Straży Granicznej w Lipsku (PSG w Lipsku) .

## Ochrona granicy
W 2002 po stronie białoruskiej na długości 157 km ochraniał granicę Grodzieński Oddział Wojsk Pogranicznych.

## Wydarzenia
- 1993 – czerwiec–końca września, w związku z dużym nasileniem się przestępczości granicznej na odcinku strażnicy SG w Lipsku, wyznaczona została strażnica polowa w Rudawce[7]  na śluzie Kurzyniec, liczyła średnio ok. 30 funkcjonariuszy i 4 pojazdy osobowo-terenowe. Dowódcami strażnicy byli d-cy pododdziałów 1 ko i 2 ko Podlaskiego Oddziału SG: kpt. SG Włodzimierz Leszczyński i por. SG Jacek Dederko, por. SG Mariusz Tomaszewski, por. SG Janusz Wojciuk, por. SG Józef Strakszys oraz st. sierż. SG Bogusław Różański[9].
- 1995 – 24 kwietnia w ramach operacji „skrzydło” w rejon województwa łomżyńskiego i suwalskiego skierowano nieetatowe grupy funkcjonariuszy do prowadzenia obserwacji i przeciwdziałania nielegalnym przelotom i przerzutom emigrantów drogą powietrzną. Wydzielone siły ze strażnic, kompanii odwodowych i Wydziału Ochrony Granicy Państwowej (WOGP) działały przez okres pół[10].
- 1999 – luty, strażnica otrzymała na wyposażenie samochody osobowo-terenowe Land Rower[11], motocykle marki KTM i czterokołowe typu TRX marki Honda[12].

## Strażnice sąsiednie
- Strażnica WOP Sejny ⇔ Strażnica WOP Sokółka – 1990[13]
- Strażnica SG w Sejnach ⇔ Strażnica SG w Sokółce – 16.05.1991[13]
- Strażnica SG w Sejnach ⇔ Strażnica SG w Nowym Dworze – 22.02.1997[13]
- Strażnica SG w Płaskiej ⇔ Strażnica SG w Nowym Dworze – 12.09.2001[14].

## Dowódcy/komendanci strażnicy
- Michał Bajko (01.06.1976–09.07.1981)[15]
- kpt. Stanisław Chmielewski (był 01.01.1991[16])

Komendanci strażnicy SG:
- kpt. SG Stanisław Chmielewski (był 16.05.1991[17])
- kpt. SG Albin Kożuchowski (był 25.04.1999[18])
- kpt. SG Andrzej Gałaszewski (był w 2000[19]–był w 2004[20]).